# Amanozako

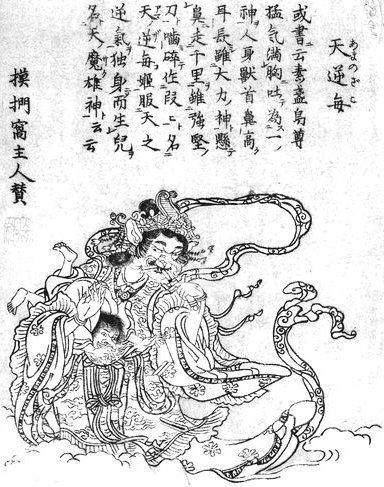
Amanozako.

Amanozako (天 逆 毎, Amanozako), és una deïtat femenina descrita com a furiosa i amb un terrible temperament. El seu nom significa "Déu Tengu" i "opositor de cel". Es pensa que en provenen el Tengu i l'Ama-No-Jaku.

## Origen
El seu origen data de quan el Déu de les tempestes, Susanoo, va vomitar el seu furiós esperit, que era dins seu.

## Descripció
Té un temperament furiós, a més d'un cap bestial, una gran nas, grans orelles i grans urpes, capaces de travessar l'acer com si fos tela. A més pot volar unes distàncies de mil ri. Menja amb gran gana i voracitat.